# Opacité
L'opacité d'une pellicule de peinture, d'encre, de vernis, de papier, est sa propriété d'intercepter la lumière, même lorsqu'elle est de faible épaisseur.
L'opacité d'une peinture est sa capacité à occulter les colorations du substrat. Elle s'évalue simplement en enduisant d'une couche un support portant des formes à fort contraste. Ce qui en reste visible détermine l'appréciation de l'opacité.
Les marchands de couleurs classent généralement leurs peintures en trois catégories : opaque, semi-transparent, transparent. L'opacité influe sur la couleur de masse. Elle est centrale dans la distinction entre aquarelle, transparente, et gouache, opaque.
L'infographie utilise la propriété d'opacité dans un sens dérivé de celui des encres, peintures et vernis.
La photométrie, l'astronomie, la physique, la météorologie possèdent des définitions reliées à des mesures physiques.
L'opacité s'oppose à la transparence en esthétique, en morale, en politique.

## Papiers
La question pratique de l'opacité se pose pour les papiers comme pour les autres pellicules. Pour déterminer cette propriété, une norme internationale prévoit de mesurer le facteur de réflectance en lumière diffuse d'une feuille sur fond noir R0, puis de rechercher le nombre de feuilles nécessaire pour que, doublant ce nombre, la réflectance ne change pas. On obtient ainsi le facteur de réflectance intrinsèque R∞. La norme définit l'opacité comme le rapport, en pourcentage, R0÷R∞.
On peut aussi évaluer l'opacité d'un papier blanc, d'une opacité supérieure à 75 %, en mesurant la réflectance d'une seule feuille sur fond noir R0, puis sur fond blanc de réflectance diffuse 0,89  R.89. L'opacité en:TAPPI, qu'utilise l'industrie papetière américaine, exprime en pourcentage le rapport R0÷R.89.
L'opacité est une qualité importante du papier destiné à l'impression et à l'écriture. Il faut éviter que l'impression de la feuille suivante d'une publication apparaisse sous la feuille courante. La visibilité du verso dépend, elle, de la pénétration de l'encre dans le papier en même temps que de l'opacité. L'opacité de la feuille augmente avec son épaisseur ; mais on souhaite des papiers aussi légers que possible. On ajoute donc à la pâte à papier des charges qui augmentent la diffusion de la lumière, ou des revêtements diffusants formant un papier couché. L'opacité mesurée ne correspond à la perception que toutes choses étant égales par ailleurs ; un papier granuleux dissimule plus l'impression des pages suivantes qu'un papier lisse dont l'épreuve d'opacité donne le même résultat.

## Encres, peintures, vernis

### Évaluation
Une carte de contraste permet de comparer l'opacité de deux produits similaires. Un motif très contrasté, comme un damier,
est tracé sur une carte dans une technique qui résiste au solvant de la peinture à essayer. On enduit la carte, en variant l'épaisseur, par exemple avec une ou plusieurs couches. L'épaisseur à partir de laquelle on n'observe plus aucune différence d'apparence est une indication de l'opacité. Ce procédé simple mais peu universel est le plus utilisé dans l'industrie des peintures.
Des évaluations plus élaborées débouchent sur les mesures photométriques. Elles se fondent toujours sur l'atténuation ou la suppression du contraste du fond. La définition précise de la méthode de mesure importe plus que de la dimension de la grandeur résultante. La couche de peinture s'examine sur son support par réflexion, et non par transparence comme en colorimétrie en chimie. La procédure doit définir la diffusion de la partie claire du subjectile d'essai, ainsi que le contraste avec la partie sombre, et tous les paramètres pouvant influer sur le résultat : l'illuminant, la nature spéculaire ou diffuse de la lumière, et les angles d'éclairage et d'observation, en raison du brillant de la surface.

### Opacité et pouvoir couvrant
Pouvoir couvrant est synonyme d'opacité (PRV3) ; mais l'expression peut aussi désigner le « rendement superficiel spécifique (…) faculté d'une encre ou d'une peinture à recouvrir une surface maximum » (Béguin 1995, p. 181). Si l'opacité est l'épaisseur de la couche suffisante pour faire disparaître un motif noir et blanc, et que le pouvoir couvrant est le volume de peinture nécessaire pour arriver au même résultat sur une aire donnée, ces deux expression sont exactement équivalentes.
L'ISO 6504-3:2006 utilise l'expression « pouvoir masquant ».
Dans les peintures pour la décoration, une peinture très opaque, couvrante ou masquante se vend comme « monocouche », une dénomination publicitaire qui n'a rien à voir avec les sens scientifiques de monocouche.

### Opacité de la couche de peinture
L'opacité d'une couche de peinture sèche — un feuil dans le jargon — dépend de son épaisseur. Une couche épaisse, à pleine pâte est plus susceptible de cacher ce qui se trouve en dessous qu'une couche à demi-pâte.
Cependant, l'épaisseur un couche de peinture n'a pas sur la couleur résultante le même effet selon l'opacité de la pâte. La couleur d'une pâte ne change plus passée l'épaisseur pour laquelle le feuil cache complètement les couches sous-jacentes. Cette épaisseur est bien moindre pour une pâte opaque. La profondeur du ton d'une pâte transparente augmente progressivement avec l'épaisseur. Le peintre les utilise donc différemment. Le glacis utilise la transparence de la pâte, modifiant la teinte par l'interposition d'une sorte de filtre. Le frottis est une couche de peinture opaque, si légère qu'elle n'atteint pas les creux de la surface rugueuse du tableau. Elle modifie la couleur, sans la recouvrir, par un effet de mélange optique des couleurs qui se produit parce que les aires de peinture opaque sont trop petites pour qu'on les distingue à la distance d'observation normale du tableau ; ce qui est aussi le principe du pointillisme.

### Pigments et liants
L'état de surface de la peinture, en provoquant un voile et des brillances, la taille, la forme, l'indice de réfraction des particules et du liant, causes de diffusion de la lumière, et l'opacité propre des particules de pigment influent sur l'opacité résultante.
Dans l'aquarelle, le pigment est collé sur le papier par une couche infime de liant. La taille des particules de pigment est le facteur principal de l'opacité. C'est que, si dans l'eau, les pigments peuvent être plus ou moins transparents, dans l'air, une fois l'eau évaporée, la différence d'indice de réfraction rend tous les pigments plus ou moins opaques.
Les pigments de la peinture à l'huile, de l'acrylique, des peintures industrielles, sont inclus dans une couche de liant. Même si les pigments sont transparents, la différence entre les indices de réfraction des particules de pigment et du liant affecte notablement l'opacité de la couche de peinture. L'indice des pigments est en général supérieur à celle des liants ; l'opacité du mélange augmente avec la différence. Une même couleur peut être préparée transparente ou opaque, selon la taille des particules de pigment. Les peintures opaques sont nécessaires pour éclaircir la couleur du tableau. Pour les glacis, il faut au contraire que les couleurs soient transparentes, ce qui peut s'obtenir en augmentant la quantité de liant (Béguin 1990, p. 532). On peut aussi utiliser du médium à peindre transparent.
L'intensité de la couleur d'une couche transparente posée sur un fond blanc ou clair augmente avec l'épaisseur, tandis que le caractère d'une couche opaque ne change pas. Dans une couche parfaitement transparente, la diffusion de la lumière est négligeable. Chaque plage de longueur d'onde de la lumière subit une atténuation linéique ; son intensité subit une décroissance exponentielle selon la distance. La colorimétrie étant approximativement linéaire, les plages de longueur d'onde plus absorbées arrivent en premier à l'extinction. La longueur parcourue obliquement dans la couche étant plus grande, l'effet s'y produit avec plus d'intensité, ce qu'on ne manque pas de remarquer en observant la peinture à l'huile.
On peut fabriquer une peinture opaque avec un pigment transparent en mélangeant au liant une charge opaque, le plus souvent un blanc, quelquefois une terre dont la nuance contribue à celle qu'on veut obtenir. L'ajout d'une charge peut aussi avoir pour objet de réduire le coût de la peinture.
En conséquence, l'opacité des pigments blancs, pouvant servir soit comme peinture blanche, soit comme charge, a fait l'objet de nombreux travaux (PRV3). Parmi ceux-ci, l'approximation de Kubelka-Munk, conçue en 1931, permet de prévoir l'opacité d'une couche de peinture blanche selon son épaisseur et les propriétés optiques du pigment.

## Photométrie

### Pellicules
En photométrie, l'opacité d'une pellicule est le « rapport du flux lumineux incident au flux lumineux transmis. ». L'absorbance en est le logarithme décimal. Cette définition ne s'applique qu'aux pellicules examinées par transparence.
On distingue les flux spéculaires et les flux diffus, tant pour l'éclairage que pour la mesure du flux transmis.

### Astrophysique
L'opacité, au sens de la photométrie de la surface d'une étoile contribue à sa couleur et à sa luminosité[réf. souhaitée]. Elle participe au transfert radiatif qui gouverne l'évolution de l'étoile et sa durée de vie.
Ce terme, très utilisé en physique des plasmas et astrophysique désigne :
- soit le coefficient d'absorption, terme recommandé par la norme[21],
- soit cette même quantité divisée par la masse volumique[22].

### Météorologie
L'observation météorologique cote l'opacité de la couverture nuageuse, c'est-à-dire sa capacité à occulter la lumière dans le sens vertical[réf. souhaitée]

## Infographie
En infographie, l'opacité d'un élément d'image (pixel ou couche) se définit par la valeur entière comprise entre 0 et 255 du canal alpha. La valeur de chacune des composantes rouge, verte et bleue du pixel final est la somme des valeurs homologues du pixel de la couche et du résultat du calcul des couches inférieures, pondérés respectivement par α et (1-α).

## Esthétique
L'esthétique classique et académique valorise la transparence de la matière. La technique du glacis en peinture suppose des couches peu opaques. La gouache s'oppose à l'aquarelle principalement en ce qu'elle est opaque.
Au-delà de ce sens littéral, l'esthétique qu'Alberti définit à la Renaissance, concevant le tableau comme une fenêtre sur le sujet, se base sur la transparence de l'œuvre, à laquelle il demande de n'offrir aucun obstacle à la contemplation de l'idéal qu'elle représente. Cette façon de voir ne tarde pas à s'opposer à la manière des peintres, individuelle, indépendante du sujet, et confinée à la surface du tableau.
L'« opacité du signe » désigne en critique d'art un effet d'autonomie de la peinture figurative par rapport à ce qu'elle représente. Transparente dans la conception d'Alberti, la peinture devient métaphoriquement opaque, dans le sens où elle ne se réfère qu'à elle-même, au style de son auteur, à la peinture qui l'a précédée.

## Sens dérivé

### Société
L'« opacité » d'une politique, d'une organisation, d'un texte, est par métonymie la dissimulation de ce qui en fait le fonds. (Trésor de la langue française). On oppose l'opacité à la transparence, dont la communication donne l'illusion.

### Linguistique et philosophie
En linguistique, Noam Chomsky appelle opacité d'une syntaxe la propriété qui empêche d'interpréter une anaphore.
Soit l'énoncé
Mon voisin a adopté un chien. Il est gros.
La première phrase est opaque : on ne peut décider si l'anaphore Il de la deuxième se rapporte à mon voisin ou à son chien.
Le concept d'opacité syntaxique a une origine logique et philosophique. Il répond à la transparence, qu'ont définie Whitehead et Russell dans les Principia Mathematica (1910-1913). Willard Van Orman Quine a utilisé largement l'opposition opaque-transparent. Les contextes qui ne se prètent pas à la généralisation existentielle sont opaques, par exemple ceux qui indiquent une modalité ou une attitude qui débouche sur un choix.
En syntaxe informatique, une fermeture (closure) constitue un contexte opaque au sens de la linguistique. Une variable définie dans une fermeture ne peut être interprétée qu'à l'intérieur de cette structure.

### Gestion des données
En archivistique, un identifiant « opaque » est une chaîne de caractères dont la lecture ne donne pas d'information sur la nature de la ressource documentaire qu'elle désigne.
Une ressource en ligne est accessible par une chaîne de caractères appelée Uniform Resource Locator (url) qui indique son emplacement dans un serveur informatique. L'organisation des archives amène à modifier l'url, par exemple en changeant la structure des dossiers, alors qu'il s'agit toujours du même document. On définit, pour désigner cette ressource indépendamment de son emplacement, un identifiant pérenne, qu'un intermédiaire pourra convertir en url pour donner accès à la ressource. Un nom de ressource explicite est très pratique pour les systèmes dont les utilisateurs partagent un langage commun. Mais les documents changent, et la manière de désigner leur sujet aussi, rendant l'accès à des ressources anciennes ou étrangères difficiles à partir d'un identifiant explicite. Le traitement d'un identifiant arbitraire ne variera probablement pas au cours du temps. On dit que cet identifiant est opaque : on ne peut rien déduire de sa lecture. Certains systèmes d'identifiant persistant comme Archival Resource Key promeuvent l'opacité des identifiants.